# Coregonus maraenoides
Coregonus maraenoides is een straalvinnige vissensoort uit de familie van de zalmen (Salmonidae) en de onderfamilie van de houtingen. De wetenschappelijke naam van de soort is voor het eerst geldig gepubliceerd in 1916 door Lev Berg als ondersoort van de grote marene (C. lavaretus maraenoides). De vis komt alleen voor in meren op de grens van Estland en Rusland.

## Herkenning
Deze houting verschilt in een aantal detailkenmerken van andere soorten in hetzelfde water waaronder het aantal kieuwboogaanhangsels (35 tot 45, gemiddeld 39), schubben op de zijlijn (meestal 93 tot 96) en verhoudingen van een aantal meetbare lichaamskenmerken ten opzichte van de totale lengte. De vis kan 60 cm lang worden.

## Verspreiding en leefgebied
De vis komt voor in een aantal meren van Estland en het aangrenzende deel van Europees Rusland. Het Peipsimeer, Lämmimeer (Lämmijärv) en het Meer van Pskov (gezamenlijke oppervlakte van 3.555 km²). Daarnaast is de vis uitgezet in een groot aantal wateren in Rusland en ook West-Europa, waaronder Nederland (in de jaren 1930). De vis leeft in het open water, maar sommige populaties trekken om te paaien rivieren op. De paai vindt plaats als de watertemperatuur onder de 5°C zakt.

## Status
Deze soort komt niet voor op de Rode Lijst van de IUCN. Kottrlat & Freyhof bestempelen de soort als kwetsbaar omdat hij alleen nog maar sporadisch buiten het Peipsimeer voorkomt.